# Rauvolfia sanctorum
Rauvolfia sanctorum är en oleanderväxtart som beskrevs av R. E. Woodson. Rauvolfia sanctorum ingår i släktet Rauvolfia och familjen oleanderväxter. Inga underarter finns listade i Catalogue of Life.